# Davide Calabria
Davide Calabria, född 6 december 1996 i Brescia, är en italiensk fotbollsspelare som spelar för italienska AC Milan. 

## Karriär
I juli 2021 förlängde Calabria sitt kontrakt i AC Milan fram till juni 2025.